# Best and USA
Albums de BoA
The Face
(2008) Identity
(2010)
Best and USA est une compilation des chansons japonaises et américaines de BoA. L’album est deuxième du hit parade Oricon et se vend à 132 570 copies en tout.

## Liste des titres
| 1.  | Universe (featuring Crystal Kay & Verbal from M-Flo)         | Kumo, Verbal                                                               | Christian Karlsson, Pontus Winnberg, Henrik Jonback, So Shy, Magnus Wallbert, Balewa Mohammad, | 4:15 |
| 2.  | Do the Motion                                                | Natsumi Watanabe                                                           | Yōko Kuzutani                                                                                  | 4:14 |
| 3.  | Eien (永遠)                                                  | Narumi Yamamoto                                                            | Daisuke "D.I" Imai                                                                             | 4:30 |
| 4.  | Nanairo no Ashita ~Brand New Beat~ (七色の明日)              | BoA, Mizue                                                                 | Yoji Noi                                                                                       | 4:33 |
| 5.  | Winter Love                                                  | Natsumi Watanabe                                                           | ats-                                                                                           | 5:44 |
| 6.  | Meri Kuri (Best and USA Version) (メリクリ)                  | Chinka Yasushi                                                             | Kazuhiro Hara                                                                                  |      |
| 7.  | Sweet Impact                                                 | Ryoji Sonoda                                                               | Hara                                                                                           | 5:02 |
| 8.  | Dakishimeru (抱きしめる)                                     | Natsumi Watanabe                                                           | Hara                                                                                           | 3:48 |
| 9.  | Love Letter                                                  | BoA, Natsumi Watanabe                                                      | Yoko Kuzuya                                                                                    | 5:05 |
| 10. | Make a Secret                                                | Narumi Yamamoto                                                            | Masaaki Asada                                                                                  | 4:48 |
| 11. | Everlasting                                                  | BoA, Natsumi Watanabe                                                      | Hara                                                                                           | 5:25 |
| 12. | Lose Your Mind (featuring Yutaka Furukawa from Doping Panda) | Jonas Jeberg, Simon Brenting, Damon Sharpe, Greg Lawson, Shoko Fujibayashi | Jeberg, Brenting, Sharpe, Lawson                                                               | 3:21 |
| 13. | Believe in Love feat. BoA (Acoustic Version)                 | Emi K. Lynn                                                                | Ravex                                                                                          | 4:28 |
| 14. | Valenti (Best and USA version)                               | Chinka Yasushi                                                             | Hara                                                                                           |      |
| 15. | I Did It for Love (featuring Sean Garrett)                   | Sean Garrett, Melvin K. Watson Jr., Matthew I. Irby                        | Sean Garrett                                                                                   | 3:01 |
| 16. | Eat You Up                                                   | Mikkel Johan Sigvardt, Thomas Troelsen                                     | Henrik Jonback                                                                                 | 3:11 |

| 10. | Sparkling                                                    | Mizue                                                                      | Hara                             | 3:55 |
| 11. | Key of Heart                                                 | Kenn Kato                                                                  | h-wonder                         | 5:02 |
| 12. | Make a Secret                                                | Narumi Yamamoto                                                            | Masaaki Asada                    | 4:48 |
| 13. | Everlasting                                                  | BoA, Natsumi Watanabe                                                      | Hara                             | 5:25 |
| 14. | Lose Your Mind (featuring Yutaka Furukawa from Doping Panda) | Jonas Jeberg, Simon Brenting, Damon Sharpe, Greg Lawson, Shoko Fujibayashi | Jeberg, Brenting, Sharpe, Lawson | 3:21 |
| 15. | Believe in Love feat. BoA (Acoustic Version)                 | Emi K. Lynn                                                                | Ravex                            | 4:28 |
| 16. | Valenti (Best and USA version)                               | Chinka Yasushi                                                             | Hara                             |      |

| 1.  | I Did It for Love (featuring Sean Garrett) | Sean Garrett, Melvin K. Watson Jr., Matthew I. Irby                                     | Sean Garrett     | 3:01 |
| 2.  | Energetic                                  | Sean Garrett, Yirayah Garcia                                                            | Sean Garrett     | 3:41 |
| 3.  | Did Ya                                     | Christian Karlsson, Pontus Winnberg, Henrik Jonback, Negin Djafari                      | Bloodshy & Avant | 2:59 |
| 4.  | Look Who's Talking                         | Christian Karlsson, Pontus Winnberg, Henrik Jonback, Michelle Lynn Bell, Britney Spears | Henrik Jonback   | 3:08 |
| 5.  | Eat You Up                                 | Mikkel Johan Sigvardt, Thomas Troelsen                                                  | Henrik Jonback   | 3:11 |
| 6.  | Obsessed                                   | Troy Verges, Brian Glenn Kennedy, Hillary Lee Lindsey                                   | Brian Kennedy    | 3:46 |
| 7.  | Touched                                    | Christian Karlsson, Pontus Winnberg, Magnus Wallbert, Toby Gad, Arama Brown             | Bloodshy & Avant | 3:06 |
| 8.  | Scream                                     | Charlie Mason, Kay J, The Provider                                                      | Adrian Newman    | 3:16 |
| 9.  | Girls On Top                               | Young-Hu Kim, Lola Fair (Xperimental Music) (English lyrics)                            | Young Jin Yoo    | 3:37 |
| 10. | Dress Off                                  | Adrian Newman                                                                           | Adrian Newman    | 3:41 |
| 11. | Hypnotic Dance Floor                       | Paolo Galgani, Lisa Rachelle Greene                                                     | Henrik Jonback   | 3:43 |

| 1.  | Do the Motion                                                |  |
| 2.  | Make a Secret                                                |  |
| 3.  | Dakishimeru                                                  |  |
| 4.  | Everlasting                                                  |  |
| 5.  | Nanairo no Ashita: Brand New Beat                            |  |
| 6.  | Key of Heart                                                 |  |
| 7.  | Winter Love                                                  |  |
| 8.  | Sweet Impact                                                 |  |
| 9.  | Love Letter                                                  |  |
| 10. | Lose Your Mind (featuring Yutaka Furukawa from Doping Panda) |  |
| 11. | Be with You.                                                 |  |
| 12. | Kissing You                                                  |  |
| 13. | Sparkling                                                    |  |
| 14. | Eien                                                         |  |
| 15. | Eien (Dance Version)                                         |  |

| 1. | Eat You Up                   |  |
| 2. | Best and USA (Document Film) |  |